# ランボルギーニ・エストーケ
ランボルギーニ・エストーケ（Lamborghini Estoque ）はイタリアの自動車メーカー、ランボルギーニが試作した4ドアのコンセプトカーである。

## 概要
2008年のモンディアル・ド・ロトモビルに出展された4ドアスポーツサルーン。エストーケとはスペイン語で「闘牛剣」の意。ランボルギーニとしてはLM002以来のフロントミッドシップ車である。
エンジンはガヤルドの5,204ccV型10気筒エンジンを搭載し、最高出力560PSを発生。将来的にV型12気筒ターボエンジンやV型8気筒ハイブリッドの搭載も予定されていた。アルミニウム製のスペースフレームシャシは次期アウディ・A8と共有している。

## 生産計画のキャンセル
2009年3月22日、エストーケの生産計画がキャンセルされたと報じられた。ランボルギーニの幹部は「エストーケは生産計画段階に到達しておらず、エストーケを生産するかどうかの決定は販売とマーケティングへの考慮により遅れている」とし、同会長のステファン・ヴィンケルマンは「4ドアランボルギーニ」の可能性を示した上で、「エストーケへの反応はスポーツカー市場の外でランボルギーニにチャンスを示した」と述べた。
2018年のウルスのリリースに際し、ヴィンケルマンはランボルギーニが4ドア市場における競争に興味を持っていることを示唆した。しかし同時にエストーケを製造する計画はなく、単なるコンセプトカーであると述べた。

## スペック
- エンジン - V型10気筒DOHC4バルブ
- 総排気量 - 5,204cc
- 最高出力 - 560PS/8,000rpm
- 最高トルク - 55,1kgm/6,500rpm
- 全長×全幅×全高 - 5,105mm×1,990mm×1,350mm